# Essiccatoio per foraggio

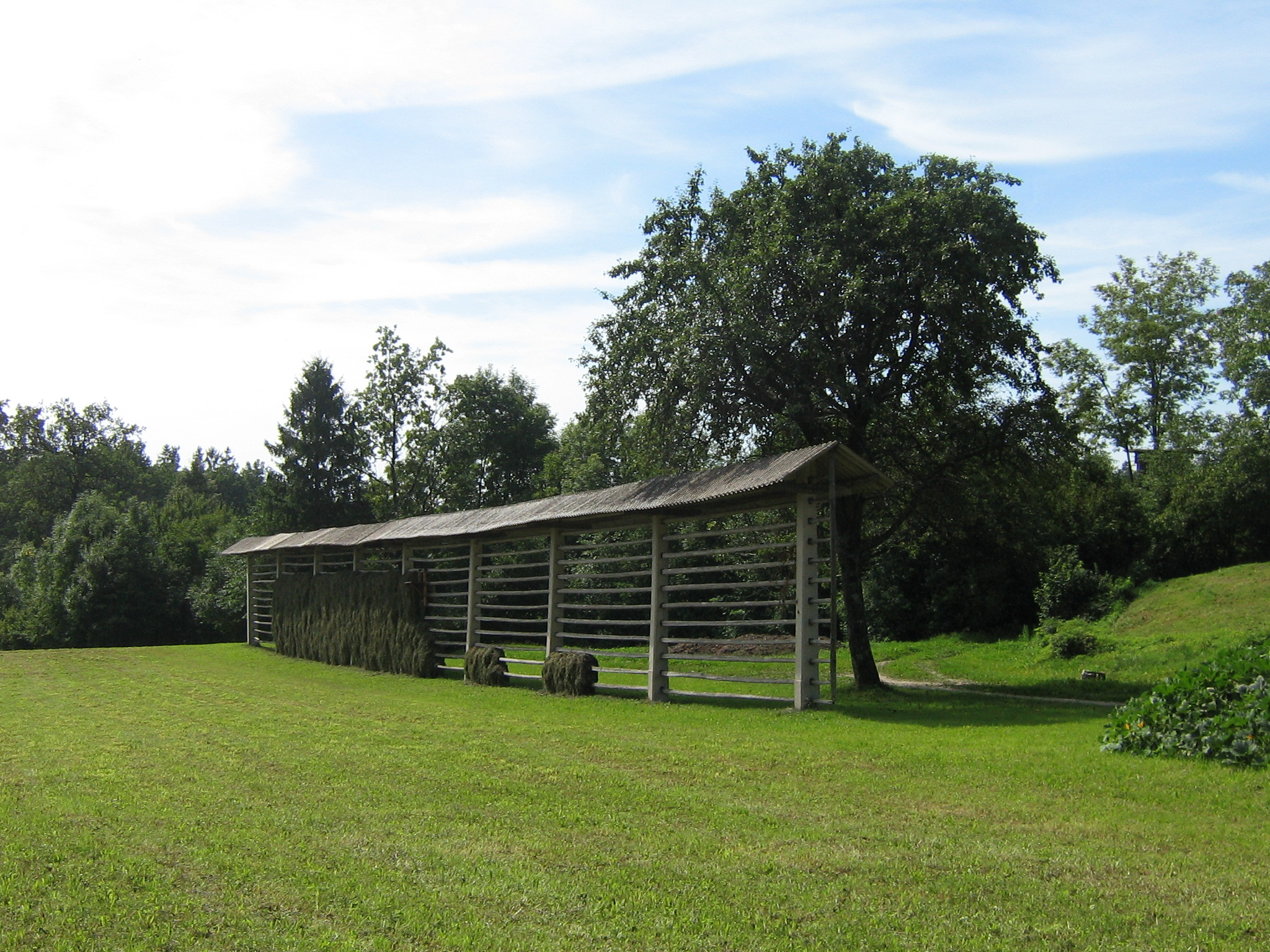
Un esempio di arfa presso Preddvor (SLO)

L'essiccatoio per foraggio è una costruzione realizzata in legno strutturale o in pietre e legno, utilizzata per asciugare con rapidità il foraggio appena tagliato tenendolo protetto dall'ambiente umido circostante.

## Dislocazione

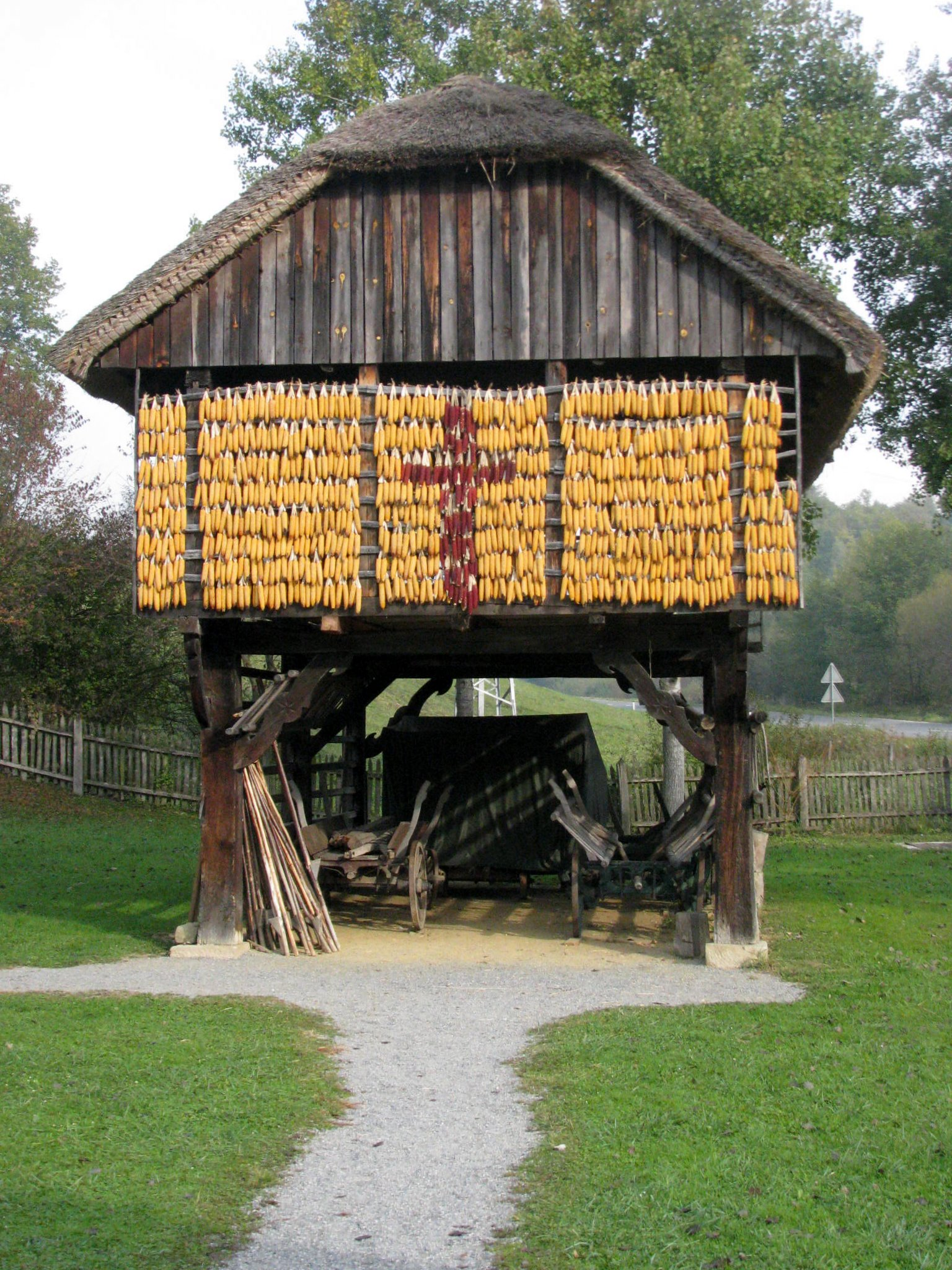
Un kozolec nel museo all'aperto di Rogatec (SLO)

Gli essiccatoi per foraggio si possono trovare nella parte meridionale dell'Austria, dove assumono il nome di Harpfe, Köse o Hilge e nella regione nord orientale dell'Italia (in provincia di Bolzano, dove sono chiamati Harpfe, nel tarvisiano, nell'ampezzano, dove assumono il nome di Arfa e nelle Valli del Natisone, dove sono chiamati Ostruka, Kazuc o Kozolec) .
La maggior parte delle costruzioni sono però ubicate sul territorio della Slovenia, dove fanno parte integrante del panorama agreste ed assumono notevole importanza nell'ambito della cultura rurale locale. Non sono presenti solo nell'estrema parte orientale della repubblica e sul litorale carsico, dove le raffiche di bora rendono problematica la stabilità della struttura. A seconda della forma che presentano, vengono ivi chiamati Kozolec, Kazuc o Toplar .
In passato tali strutture hanno trovato ampio uso anche in Svizzera, dov'erano note come rascane nelle regioni di lingua italiana. Tale denominazione era traducibile come séchoirs nelle regioni francofone e come Histen in quelle di lingua svizzero tedesca .

## Evoluzione
Lo scopo dell'essiccatoio è quello di ottenere una sollecita asciugatura delle erbe e di altri prodotti agricoli quali cereali, agli, cipolle, in zone prevalentemente montane e molto piovose. La struttura deve quindi provvedere a riparare il materiale da seccare tenendolo sollevato dal terreno umido e proteggendolo dalle precipitazioni meteoriche. Nelle realizzazioni più avanzate, l'essiccatoio assume anche la funzione secondaria di deposito e custodia delle attrezzature agricole.

### Origine
La forma iniziale dell'essiccatoio consisteva in un semplice tronco infisso saldamente nel terreno, sui cui rami veniva stesa ad asciugare l'erba. Successivamente si è provveduto ad utilizzare un palo sul quale venivano fissati, nei fori realizzati a diversi livelli ed opportunamente sfalsati, dei pioli in legno che sostenevano il foraggio appena tagliato. Con il tempo, la realizzazione diventava sempre più complessa ed efficiente prevedendo l'impiego di rastrelliere, tettucci e l'utilizzo anche di materiali diversi dal legno.

### Arfa

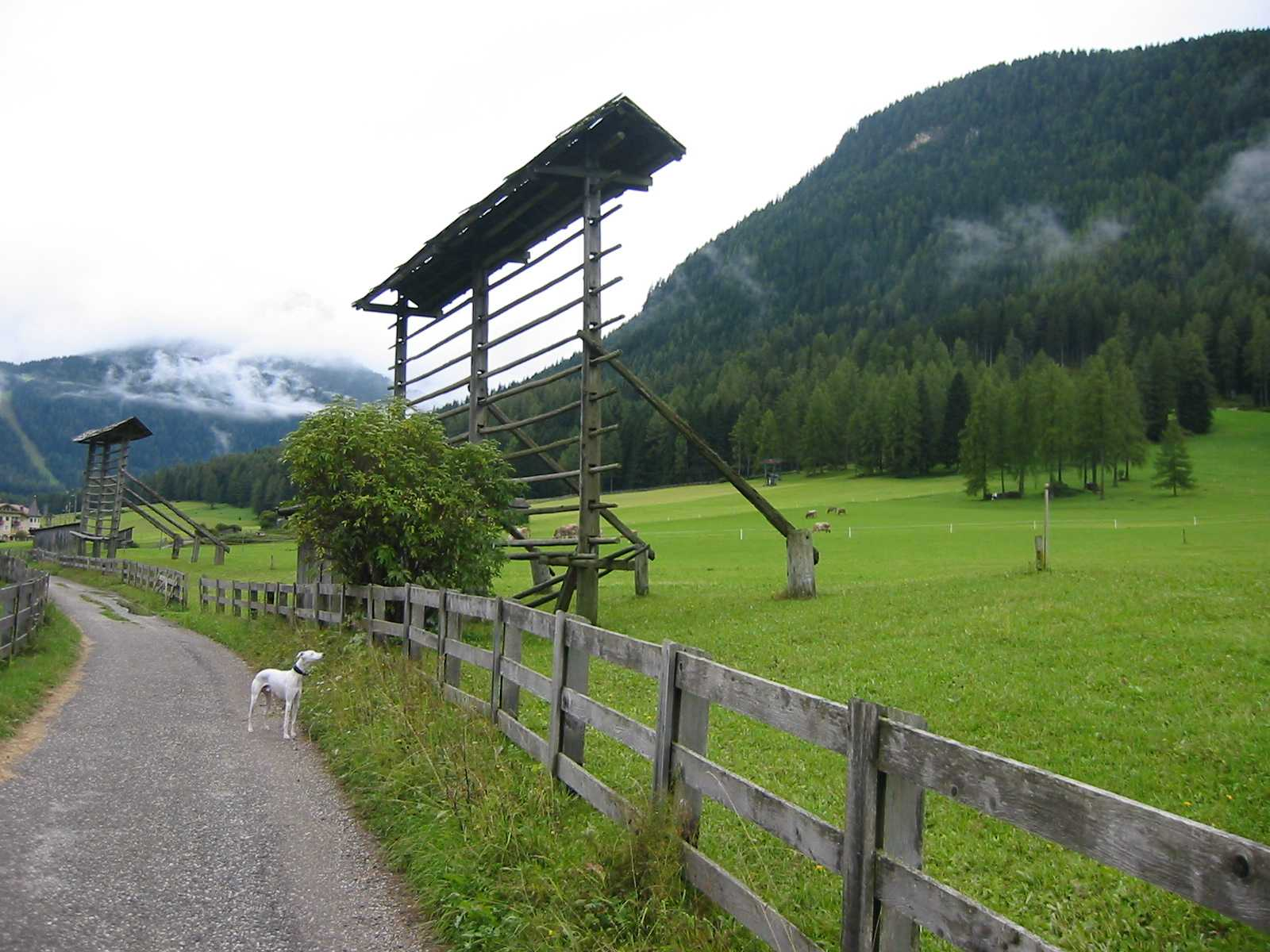
un'arfa presso Sesto in val Pusteria

L'arfa è una costruzione che si può ammirare in provincia di Bolzano (in special modo nei pressi di Sesto e nella val Pusteria - qui chiamata harpfe), sui monti dell'ampezzano e nei prati di Tarvisio, nelle prossimità dei campi utilizzati per la produzione dei foraggi.
In Ampezzo la struttura di base, tutta in legno, è formata da due colonne verticali (chiamate arfis), da un certo numero di travi orizzontali (chiamate perties) che formano la rastrelliera su cui viene posto il foraggio o il grano da asciugare e da due listelli di base per dare stabilità alla struttura (sono chiamati i sorei). Per aumentare la stabilità e la ricettività dell'impianto, alcune costruzioni hanno due o più strutture parallele unite saldamente tra di loro. Per evitare che il foraggio steso sulle rastrelliere venga bagnato dall'acqua piovana, alcune arfe sono dotate di un tettuccio realizzato in paglia, lamiere o tegole. In alcune strutture multiple, la zona compresa tra le rastrelliere viene utilizzata per la posa delle attrezzature usate nel lavoro agricolo.
Nei tempi passati, ogni casa contadina aveva nei suoi terreni un'arfa, posta solitamente nel punto più ventoso. Nel caso ci fossero più nuclei famigliari nella casa, le arfe potevano essere due o del tipo doppio.

### Kozolec

Un kozolec/kazuc delle Valli del Natisone

Nell'area etnica slovena le strutture si sono ulteriormente evolute con la realizzazione di fabbricati complessi e notevolmente ampi chiamati kozolec. In Slovenia queste costruzioni sono realizzate totalmente in legno e sono artisticamente rifinite, tanto da essere considerate dei veri monumenti nazionali.
In Italia, nella Slavia friulana, sono disseminati nel comune di Savogna (nelle frazioni di Jeronizza, Masseris, Dus, Iellina, Tercimonte e Gabrovizza), nel comune di Grimacco (a Topolò, Seuza, Brida Superiore ed Inferiore, Canalaz e Plataz) e nel comune di Drenchia (a Oznebrida e Cras); qualche raro esemplare è visibile anche nel comune di San Leonardo . I kozolci sono dei veri e propri monumenti di perfezione legati alla semplicità ed alla praticità del mondo contadino .
Sono costituiti da quattro o sei robusti pilastri realizzati con pietre squadrate che formano la struttura portante dell'edificio, da un solaio in legno che divide verticalmente lo spazio adibito ad essiccatoio da quello, inferiore, usato per il deposito degli arnesi e delle apparecchiature di lavoro, da un tetto con travi in legno e copertura in paglia, lamiera o laterizi ed infine dalle rastrelliere/essiccatoi formate da aste orizzontali in legno che delimitano le facciate perimetrali della costruzione.

### Prospettive future
La mancata utilizzazione delle arfe e dei kozolci, a causa dell'abbandono della campagna da parte delle nuove generazioni dei residenti, sta determinando un sempre più visibile deterioramento delle strutture e, se non si interverrà con sollecite opere di restauro, queste caratteristiche costruzioni potrebbero presto sparire dal panorama rurale. In provincia di Bolzano, con la fondazione Stiftung Harpfe, è nata nel 2010 un'iniziativa culturale che tende a valorizzare il patrimonio culturale delle Harpfen locali, anche attraverso la pubblicazione della rivista omonima .